# Manfred Vogt (Politiker)
Manfred Vogt (* 8. August 1988 in Feldkirch) ist ein österreichischer Politiker der Freiheitlichen Partei Österreichs (FPÖ). Seit dem 6. November 2024 ist er Abgeordneter zum Vorarlberger Landtag.

## Leben

### Ausbildung und Beruf
Manfred Vogt absolvierte von 2004 bis 2007 eine Ausbildung zum Elektroniker und war danach einige Jahre in diesem Beruf tätig. Bis 2013 konnte er am Wirtschaftsförderungsinstitut die Berufsreifeprüfung ablegen, anschließend begann er an der Fachhochschule Vorarlberg das Studium Wirtschaftsingenieurwesen, welches er 2016 als Bachelor of Science abschloss.

### Politik
Vogt ist seit 2015 Mitglied der Gemeindevertretung von Übersaxen, seit 2022 ist er auch Bürgermeister der Gemeinde. Er wurde 2015 Ortsparteiobmann der FPÖ Übersaxen und 2024 zum Bezirksparteiobmann der FPÖ Feldkirch gewählt.
Bei der Landtagswahl 2024 kandidierte er für die FPÖ an vierter Stelle im Landtagswahlkreis Feldkirch, welcher den Bezirk Feldkirch umfasst, und wurde, nachdem Spitzenkandidat Christof Bitschi in die Landesregierung einzog, direkt in den Vorarlberger Landtag gewählt. Am 6. November 2024 wurde er in der konstituierenden Sitzung der XXXII. Gesetzgebungsperiode als Abgeordneter zum  Vorarlberger Landtag angelobt.

### Privates
Vogt ist verheiratet und Vater zweier Kinder.